# 이매뉴얼 윌킨스
이매뉴얼 윌킨스(영어: Immanuel Wilkins, 1997년 8월 7일~)는 미국의 재즈 색소폰 연주자이다.

## 생애
윌킨드는 1997년 8월 7일 미국 펜실베이니아주 필라델피아 어퍼다비에서 태어났다. 동네의 교회에서 처음으로 음악적 경험을 한 윌킨스는 "Clef Club of Jazz and Performing Arts" 재즈 교육 과정에 참석하였다.
10대 시절인 2009년, 윌킨스는 필라델피아 이글스 경기 전 국가를 연주할 기회가 생겼다.
윌킨스는 줄리아드 스쿨에서 브루스 일리엄스, 스티브 윌슨, 조 템퍼리 밑에서 공부했다. 2010년대 후반부터는 자신의 밴드를 이끌며 자작곡을 연주하고, 재즈 갤러리, 스모크, 자메이카 센터 오브 아츠, 스몰스와 같은 재즈 클럽 및 공연장에서 공연을 했다.
2020년에는 미카 토마스, 대릴 존스, 퀘쿠 섬브리와 함께 녹음한 데뷔 음반 《Omega》를 발매했다.
윌킨스는 데즈론 더글러스, 조나단 블레이크, 제너레이션 갭과 필립 디잭, 노암 위젠버그와 함께 사중주단의 멤버다. 또한 굿 바이브스의 첫 두 음반인 《KingMaker》(2019)와 《Who Are You?》(2020), 조나단 블레이크의 2021년 음반 《Homeward Bound》와 칼리아 밴데버의 2022년 음반 《Regrowth》에 참여했다.
윌킨스는 필리 스페셜스의 2024년 자선 크리스마스 음반 《A Philly Special Christmas Party》의 〈Slegih Ride〉 커버에 참여했다.

## 디스코그래피

### 리더
- Omega (Blue Note Records, 2020)[6][7]
- The 7th Hand (Blue Note Records, 2022)
- Blues Blood (2024)

### 참여
- Michael Dease, Father Figure (Posi-Tone Records, 2016)
- Noam Wiesenberg, Roads Diverge (Brooklyn Jazz Underground, 2018)
- Joel Ross, KingMaker (Blue Note Records, 2019)
- Ben Wolfe, Fatherhood (Resident Arts Records, 2019)
- Harish Raghavan, Calls for Action (Whirlwind Recordings, 2019)
- Giveton Gelin, True Design (2020)
- Joel Ross, Who Are You? (Blue Note Records, 2020)
- James Francies, Purest Form (Blue Note Records, 2021)
- Various Artists, Kimbrough (Newvelle Records, 2021)
- Orrin Evans, The Magic of Now (Smoke Sessions Records, 2021)
- Johnathan Blake, Homeward Bound (Blue Note Records, 2021)
- Joel Ross, The Parable of the Poet (Blue Note Records, 2022)
- Kalia Vandever, Regrowth (New Amsterdam Records, 2022)
- Ben Wolfe, Unjust (Resident Arts Records, 2023)
- Dutch Williams, Maaj Paaj (EFFESS Records, 2023)
- Joe Farnsworth, In What Direction Are You Headed? (Smoke Sessions Records, 2023)
- Johnathan Blake, Passage (Blue Note Records, 2023)
- Joel Ross, nublues (Blue Note Records, 2024)
- Kenny Barron, Beyond This Place (Artwork, 2024)